# Industria de la ciberseguridad en Israel
La industria de ciberseguridad en Israel está expandiéndose rápidamente, formando parte esencial del entramado de tecnología e innovación del país. Israel es reconocido a nivel mundial como un líder en el campo de la ciberseguridad, destacando por su gran número de startups emergentes, empresas consolidadas, centros de investigación y proyectos gubernamentales. De hecho, Tel Aviv ocupa el séptimo lugar en la lista anual de los mejores ecosistemas tecnológicos globales, según reportes del  Jerusalem Post .     

## Historia
El desarrollo de la ciberseguridad en Israel tiene sus raíces en el énfasis del país en la seguridad nacional e inteligencia. Un elemento clave ha sido la creación de unidades militares de élite, como la Unidad 8200, encargada de la inteligencia de señales y descifrado de códigos. Este grupo ha sido fundamental para fomentar la experticia en ciberseguridad en Israel. Numerosos exintegrantes de la Unidad 8200 han fundado sus propias compañías de ciberseguridad o se han integrado a otras ya existentes, aportando sus conocimientos y experiencia al sector privado.  

## Visión general del mercado
La industria de ciberseguridad israelí se distingue por la abundancia de startups innovadoras en áreas como la seguridad de redes, protección de puntos finales, seguridad de datos, seguridad en la nube e inteligencia sobre amenazas. Recientemente, ha atraído inversiones significativas de capital de riesgo, tanto locales como internacionales, así como de gigantes tecnológicos como Microsoft, Google e IBM.   
Diversas empresas de ciberseguridad de Israel han logrado reconocimiento mundial, con algunas incluso siendo adquiridas por grandes corporaciones o realizando exitosas salidas a bolsa.

## Contexto
La experiencia militar ha sido crucial. El servicio militar obligatorio en Israel, combinado con la formación en unidades de élite como la Unidad 8200, ha creado un sólido grupo de talentos con experiencia práctica en ciberseguridad.
El gobierno también ha jugado un papel importante a través de varias iniciativas, como la Dirección Nacional de Ciberseguridad de Israel (INCD), que busca fortalecer las defensas en ciberseguridad y fomentar el desarrollo del sector.
El floreciente ecosistema de startups en Israel, conocido como la "Nación de Startups", ha propiciado un ambiente de innovación y colaboración, impulsando el crecimiento de la industria de ciberseguridad.   
Las universidades e instituciones de investigación israelíes, como la Universidad Ben-Gurión del Néguev y la Universidad Hebrea de Jerusalén, juegan un papel importante en la investigación y educación en ciberseguridad, contribuyendo al desarrollo de nuevas tecnologías y a la formación de la próxima generación de profesionales en este campo. 
Las compañías israelíes de ciberseguridad a menudo colaboran con socios internacionales, tanto del sector privado como público, para intercambiar conocimientos y desarrollar soluciones conjuntas. 